# Rongsharia
Rongsharia is een geslacht van hooiwagens uit de familie Sclerosomatidae.
De wetenschappelijke naam Rongsharia is voor het eerst geldig gepubliceerd door Roewer in 1957. 

## Soorten
Rongsharia omvat de volgende 3 soorten:
- Rongsharia dhaulagirica
- Rongsharia dispersa
- Rongsharia singularis